# 親衛隊第11軍團
親衛隊第11軍團（德语：XI. SS-Armeekorps）後為親衛隊第11裝甲軍團（德語：XI. SS-Panzerkorps），是1944年7月24日在波兰南部建立的党卫军军团，以在克里米亚被击败的第5軍总部为基础，1944-1945年二战期间在东线服役。
军团中没有党卫军单位，名称中的党卫军前缀只是因为指挥官马蒂亚斯·克莱因海斯特坎普不是国防军将军，而是党卫军上级领袖。1945年2月1日，该军改组为親衛隊第11裝甲軍團。